# Colette Patera
La Colette Patera è una struttura geologica della superficie di Venere.